# Hyndburn Brook
Der Hyndburn Brook ist ein Wasserlauf in Lancashire, England. Er entsteht aus dem Zusammenfluss von White Ash Brook und Tinker Brook westlich von Church. Er unterquert den M65 motorway und verläuft in nördlicher Richtung zwischen Rishton im Westen und Clayton-le-Moors im Osten und Süden bzw. Great Harwood im Norden. Er mündet nordöstlich von Clayton-le-Moors in den River Calder.